# Jussy-le-Chaudrier
Jussy-le-Chaudrier é uma comuna francesa na região administrativa do Centro, no departamento Cher. Estende-se por uma área de 25,75 km². Em 2010 a comuna tinha 613 habitantes (densidade: 23,8 hab./km²).